# Поречкин, Фёдор Яковлевич
Поречкин Фёдор Яковлевич (1849—1928) — инженер-механик, наблюдающий за постройкой механизмов для кораблей Российского императорского флота, заведующий заказами Морского министерства в Англии, Главный инспектор механической части, генерал-лейтенант корпуса корабельных инженеров.

## Биография
Родился 19 сентября 1849 года. В службе с 1869 года. В 1872 году окончил механическое отделение Технического училища Морского ведомства в Кронштадте, произведён в кондукторы Корпуса инженер-механиков. С 1873 года в офицерском звании.
В 1880—1881 годах поручик Ф. Я. Поречкин был командирован в Англию, наблюдал за изготовлением машин и их установкой на броненосец Пётр Великий в ходе его модернизации судостроительной фирмой «Джон Эльдер и К°» на верфи в Ферроле (окраина Глазго).
В 1886 году штабс-капитан Ф. Я. Поречкин разработал для Балтийского завода рабочие чертежи вертикальных машин тройного расширения (мощность 4000 л. с.) по типу английской фирмы Кёрка для установки впервые в русском флоте, на крейсер 1 ранга «Память Азова»
В 1891 году был произведён в старшие инженер-механики.
В 1897—1898 годах работал в составе комиссии (председатель адмирал С. О. Макаров) по строительству и приёмке ледокола «Ермак», который строился в Ньюкасле на стапелях английской фирмы Armstrong Whitworth по заказу России.
С 13 декабря 1899 года исполнял должность помощника Главного инспектора механической части.
С 1901 года работал в Морском техническом комитете. С 1904 года — инспектор механической части, главный инженер по механической части Балтийского завода (в 1905 году переименован в генерал-майоры). В 1910 году назначен главным инспектор механической части. С июля 1911 по 1914 год находился в отставке. С началом Первой мировой войны вернулся на службу. С 1914 года — генерал-лейтенант по адмиралтейству . В 1915 году назначен начальником механического отдела Балтийского флота. Приказом по флоту и Морскому ведомству № 492 от 8 ноября 1915 года назначен в состав Русского Правительственного Комитета в Лондоне уполномоченным Морского Министерства.
После Октябрьской революции в России остался в эмиграции в Англии. Умер в ноябре 1928 года в Кеве близ Лондона. Вдовец. Имел 3 детей. 

## Награды
- орден Святой Анны 3 степени (1895);
- орден Святого Станислава 2 степени (5 апреля 1898);
- орден Святого Владимира 4 степени (1906);
- орден Святого Владимира 3 степени (1908);
- орден Святого Станислава 1 степени (1910);
- орден Святой Анны 1 степени (10 апреля 1916).
- серебряная медаль «В память царствования императора Александра III» (1896)
- светло-бронзовая медаль «В память 300-летия царствования дома Романовых» (1913);
- светло-бронзовая медаль «В память 200-летия морского сражения при Гангуте» (1915);